# Hliński Rów

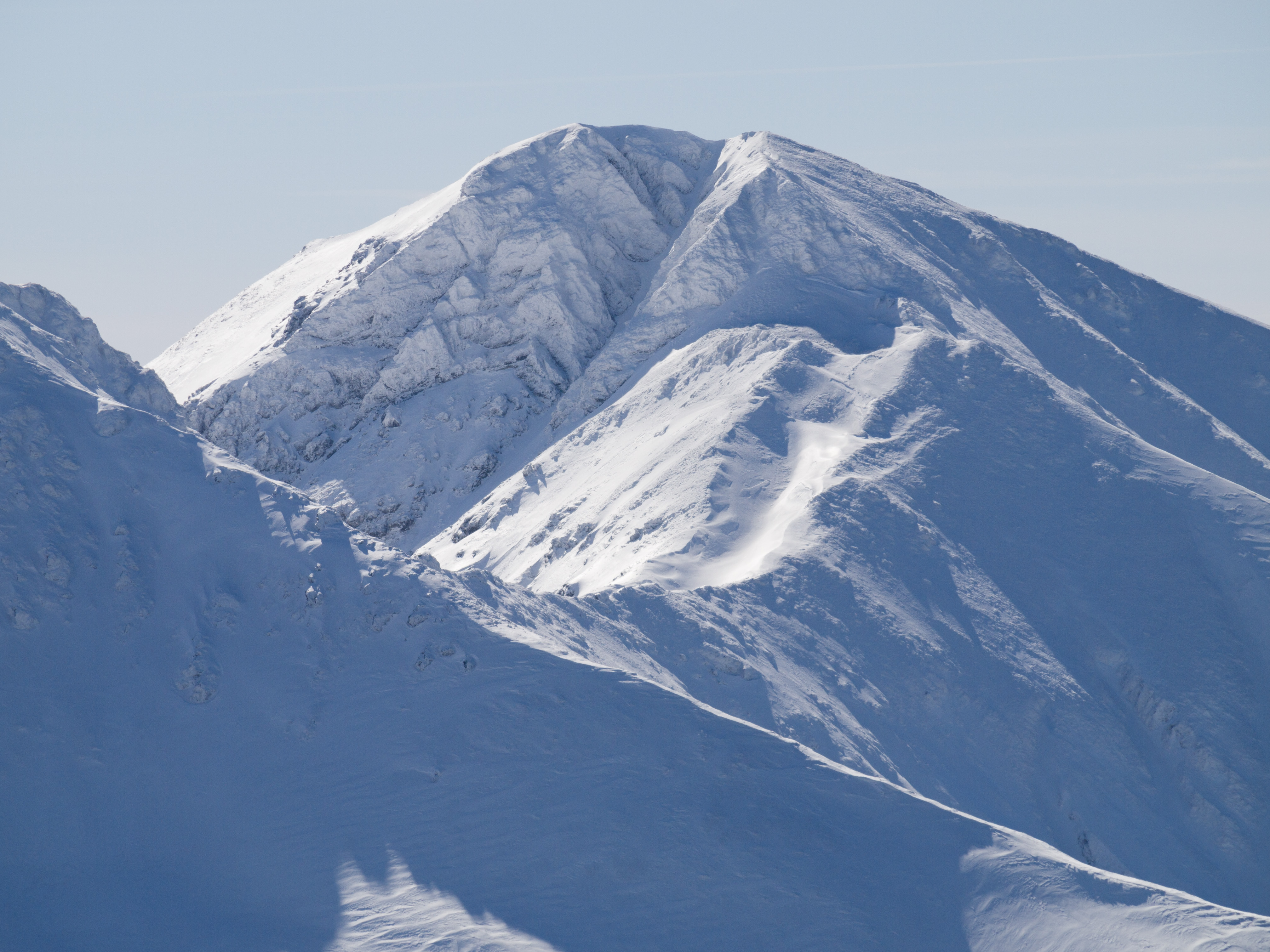
Kamienista i Hliński Rów widziane spod Twardej Kopy

Hliński Rów – największy rów grzbietowy w Tatrach. Ciągnie się wzdłuż grani głównej Tatr Zachodnich w okolicach Hlińskiej Przełęczy, pomiędzy Kamienistą a Smreczyńskim Wierchem. Długość rowu wynosi 720 m (według Justyny Żyszkowskiej 830 m), szerokość niecałe 100 m, a maksymalna głębokość 31 m. Jego przedłużeniem jest rów zboczowy w zachodnich zboczach Smreczyńskiego Wierchu, o długości 200 m. Dnem Hlińskiego Rowu przebiega granica polsko-słowacka, pod Małą Kamienistą (zwornikiem dla Dolinczańskiego Grzbietu) przechodząc na jego północno-zachodnie ograniczenie.
Podobnie jak inne rowy grzbietowe w Tatrach, Hliński Rów ma prawdopodobnie genezę osuwiskową. Hipotezę tę potwierdza fakt występowania w jego obrębie różnych rodzajów skał (granodiorytów, amfibolitów, gnejsów i granitów), co oznacza, że powstał niezależnie od budowy geologicznej terenu.

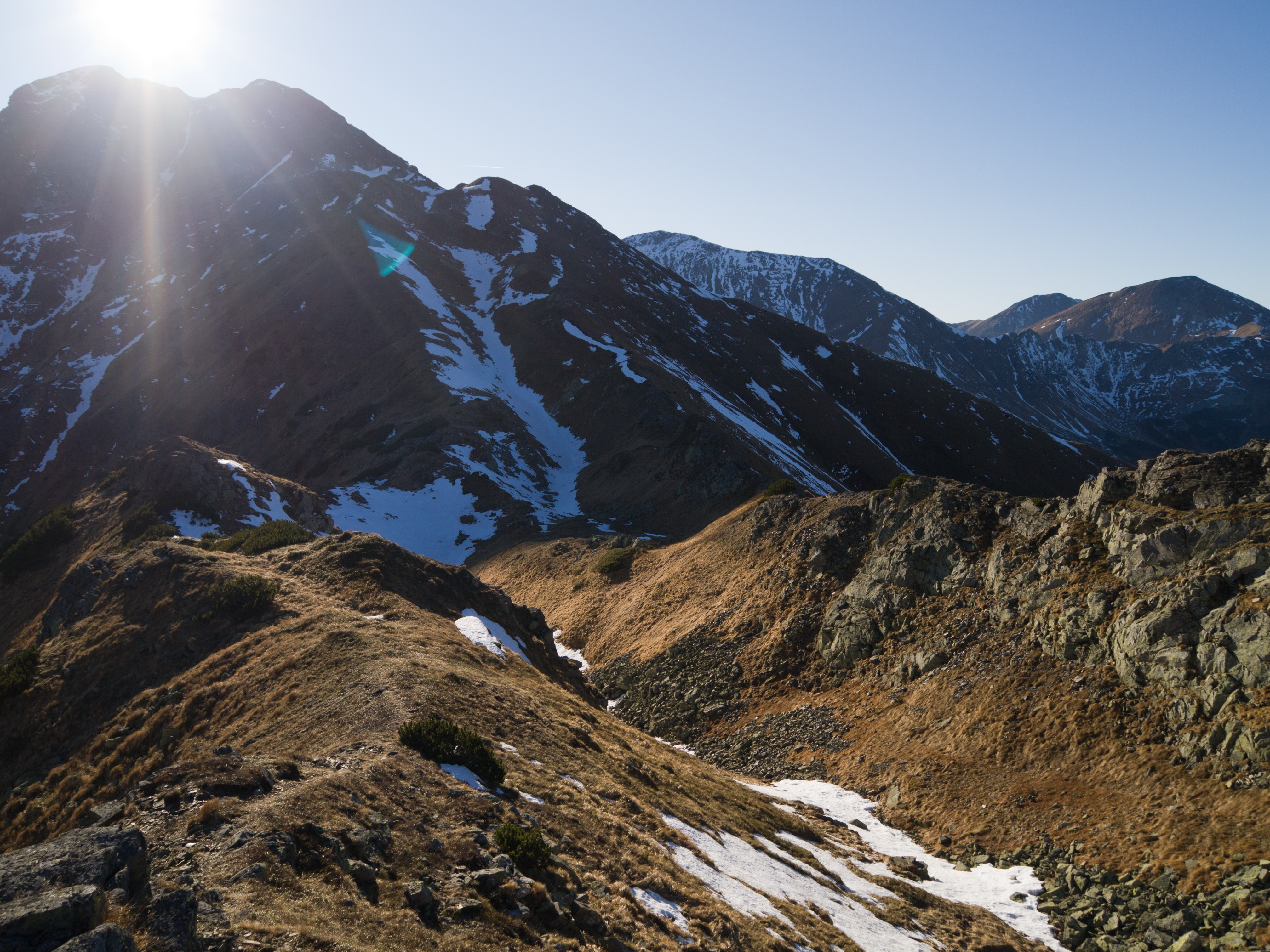
Hliński Rów